# 宜昌戰鬥
宜昌戰鬥發生於1921年9月3日－23日，地點則是在中國湖北宜昌一帶。是北洋政府時期內戰之一，交戰兩方為川軍二師及直軍十八師。戰鬥初始，孫傳芳僅有留守部隊未激烈抵抗，圍困20日後，予以撤退。

## 參看
- 北洋政府
- 中華民國北洋政府時期內戰戰鬥列表